# 楊繹 (天順進士)
楊繹（1435年—？），字宗嗣，雲南大理府太和縣人，明朝政治人物。進士出身。

## 生平
雲南鄉試第十五名。天順四年（1460年）庚辰科會試第六十四名，殿試登進士第二甲第五名。天順七年十二月（1464年）擢主事。

## 家族
曾祖父楊懷，曾任元大理路提舉。祖父楊救。父亲楊子淵，曾任蓬溪縣學教諭。